# آلبرتو آکوادرو
آلبرتو آکوادرو (انگلیسی: Alberto Acquadro؛ زادهٔ ۲۷ مارس ۱۹۹۶) بازیکن فوتبال است.
از باشگاه‌هایی که در آن بازی کرده‌است می‌توان به باشگاه فوتبال ونتزیا اشاره کرد.